# Algériai labdarúgó-szövetség
Az algériai labdarúgó-szövetség (franciául:  Fédération algérienne de football, arabul: الاتحادية الجزائرية لكرة القدم, rövidítve: FAF) Algéria nemzeti labdarúgó-szövetsége. A szervezetet 1962-ben alapították. A válogatott már 1958-ban vívott mérkőzéseket, de a nemzetközi szervezetekbe csak az ország függetlenségének elismerését követően léphetett be, így a függetlenségét követően körülbelül hat hónappal, 1963-ban csatlakozott a Nemzetközi Labdarúgó-szövetséghez, 1964-ben pedig az Afrikai Labdarúgó-szövetséghez. A szövetség szervezi az Algériai labdarúgó-bajnokságot. Működteti a férfi valamint a női labdarúgó-válogatottat.